# Centruroides ruana
Espèce
Centruroides ruana est une espèce de scorpions de la famille des Buthidae.

## Distribution
Cette espèce est endémique du Michoacán au Mexique. Elle se rencontre vers Buenavista.

## Description
Les mâles mesurent de 63,0 à 70,7 mm et les femelles de 59,1 à 62,0 mm.

## Étymologie
Son nom d'espèce lui a été donné en référence au lieu de sa découverte, La Ruana.

## Publication originale
- Quijano-Ravell & Ponce-Saavedra, 2016 : « A new species of scorpion of the genus Centruroides (Scorpiones: Buthidae) from the state of Michoacán, Mexico. » Revista Mexicana de Biodiversidad, vol. 87, p. 49–61 (texte intégral).